# Арена (фильм, 1989)
«Арена» — фантастический кинофильм.

## Сюжет
Действие происходит в далёком будущем — в 4038 году на межгалактическом спортивном состязании, напоминающем бокс между представителями различных космических рас. Называется этот вид спорта «Арена». Вот уже 50 лет никто из людей не становился чемпионом «Арены». Стив Армстронг постарается исправить положение. Хотя сперва он неохотно выходит на ринг — только для того, чтобы выплатить долг своего четырёхрукого друга. И уже затем начинает доказывать, что он достоин стать чемпионом.
Монтаж фильма был закончен в 1989 году, но на экраны он попал только в 1991.